# Сокол Олександра Михайлівна
Сокол Олександра Михайлівна (нар. 31 січня 1944, Мелешківка) — українська театральна актриса, режисерка, театральна педагогиня. Народна артистка України (1999). Член Національної спілки театральних діячів України.

## Біографія
Олександра Сокол народилася 31 січня 1944 року в с. Мелешківка Пушкарської сільради Недригайлівського (нині Роменського) району Сумської області. Мати, Сокол Уляна Антонівна, була вчителькою, батько, Сокол Михайло Павлович, —  робітник. В 1946 році сім’я переїхала до міста Ромни. З дитинства Олександра добре співала, володіла драматичним талантом. У шкільні роки брала активну участь у художній самодіяльності: вела концертні програми, читала вірші, танцювала, виконала основні партії в двох дитячих операх: «Маша і ведмідь» М. Красева та «Пан Коцький» М. Лисенка. Навчалася в музичній школі, відвідувалав гуртки місцевого Будинку піонерів.
Після невдалої спроби поступити на навчання до Київського інституту легкої промисловості працювала робітницею в роменському райпромкомбінаті. Брала активну участь в роботі роменського народного хору під керівництвом відомого українського хормейстера А. Т. Воликівського, де в той час співав народний артист України С. Й. Шкурат. Перші кроки в драматичному мистецтві зробила в роменському народному театрі.
1963 року Олександра Сокол стала студенткою факультету театральної режисури Харківського інституту культури (викладачі О. Б. Скибневський, М. С. Терещенко).
Після закінчення інституту Олександра Сокол була прийнята в трупу Сумського театру драми та музичної комедії імені Михайла Щепкіна, де працювала актрисою (1967—1990, 1993—2001), була художнім керівником театру (1993—1994).
Протягом двох років обіймала посаду заступника начальника Сумського обласного управління культури (1990—1992).
Від 2001 року — актриса і режисер Сумського обласного театру для дітей та юнацтва (нині — Сумський обласний академічний театр для дітей та юнацтва).
Тричі обиралась депутатом Сумської обласної ради (1982—1989).

## Педагогічна діяльність
Викладала акторську майстерність та режисуру у Сумському училищі культури (1968—1974), сценічну майстерність у Сумському музичному училищі (1983—1986). Керівник літературного театру «Шпаківня» Сумського Палацу дітей та юнацтва (1995—1999).

## Творчість
У творчому доробку Олександри Михайлівни Сокол понад 150 різнопланових ролей.
Серед режисерських робіт: «Фірма один плюс запрошує…» Л. Розумовської, «Варшавська мелодія» Л. Зоріна, «Бульвар втрачених надій» С. Альошина, «Ось воно щастя, — ти і я» А. Р. Герні, «Мінтай і Женуарія. Love story» М. Коляди, поетичні вистави «Це було, було…» та «Згадавши ту весну», «Пошились у дурні» М. Кропивницького, «Спадкоємці Рабурдена» Е. Золя. Створила кілька вокально-поетичних композицій.
Протягом 1980—2000 рр. займалась створенням сценаріїв і режисурою міських та обласних культурно-мистецьких заходів, масових дійств. Серед них: Міжнародне Шевченківське свято (1993), творчий звіт майстрів мистецтв та художніх колективів Сумщини  (Київ, 2001) та  ін.
Авторка історико-мемуарних нарисів, спогадів про діячів театру Сумщини, циклу телепередач «Життя і сльози, і любов…» до 70-річчя Сумського театру ім. М. С. Щепкіна  (2003, ТРК «Відікон»).

## Ролі
- Наталка Полтавка, Терпелиха  («Наталка Полтавка» І. Котляревського)
- Одарка, Оксана («Запорожець за Дунаєм» С. Гулака-Артемовського)
- Панночка, Галя («Майська ніч» за М. Гоголем)
- Мотря («Республіка на колесах» Я. Мамонтова)
- Хівря («Сорочинський ярмарок» О. Рябова за М. Гоголем)
- Проня Прокопівна («За двома зайцями» М. Старицького)
- Бабуся («Вісім люблячих жінок» Р. Тома)
- Лимериха («Лимерівна» П. Мирного)
- Одарка («Сватання на Гончарівці» Г. Квітки-Основ’яненка)
- Анеля («Дами і гусари» А. Фредро)
- Памела («Дорога Памела» Дж. Патріка)
- Місіс Пайпер («Місіс Пайпер веде слідство» Дж. Поплуелла)
- Гурмижська («Ліс» О. Островського)
- Конті («Соло для годинника з боєм» О. Заградника)
- Мати («Мати» К. Чапека)
- Женуарія («Мінтай і Женуарія. Love story» М. Коляди).

## Відзнаки
- Заслужена артистка УРСР (1980)
- Народна артистка України (1999)
- Лауреатка арт-проєкту «Культурний острів» в номінації «Символ епохи» (Суми, 2019)[6].

## Спогади
- Актор і громадянин [про актора А. П. Носачова] // Ленінська правда (Суми). — 1980. — 21 жовт. — С. 4.
- Гордість щепкінців  [про актора А. П. Носачова] // Ленінська правда. — 1983. — 27 листоп. — С. 3.
- Наш Петро Іванович [про актора П. І. Семерніна] // Ленінська правда. — 1983. — 30 січ. — С. 4.
- Почати все спочатку... [про актора В. В. Курту]  // Ленінська правда. —1980. — 26 груд. — С. 3.
- Співає Лілія Ліясова // Ленінська правда. — 1983. — 29 трав. — С. 4.
- Она была звездой на сцене [актриса Н. Домбровська (1914—1996)] // Данкор (Суми). — 1996. — 17 окт. — С. 7. — (рос.)
- Сердце его здесь… [про народного артиста України А. П. Носачова (1913—1990)] // Сумское обозрение. — 1997. — 16 янв. — С. 8. —    (рос.)
- «Человек уходит, и замирают в пространстве его шаги. Но иногда они еще долго звучат во времени…» [про народну артистку України М. П. Лісову (1911—1997) ] // Сумское обозрение. — 1997. — 21 марта. — С. 10. — (рос.)
- «На земле безжалостно маленькой…» [про актора П. Я. Собецького] // Сумское обозрение. — 1997. — 9 мая. — С. 4. — (рос.)